# آب‌انبار ابراهیم‌آباد
آب‌انبار ابراهیم‌آباد اثری تاریخی مربوط به دوره پهلوی است و در شهرستان نائین، بخش خورو بیابانک، دهستان بیابانک، روستای ابراهیم‌آباد، سمت شمال جاده ورودی واقع شده و این اثر در تاریخ ۲۲ آبان ۱۳۸۶ با شمارهٔ ثبت ۱۹۸۷۷ به‌عنوان یکی از آثار ملی ایران به ثبت رسیده است.